# Коронсак
Коронсак (фр. Corronsac) насеље је и општина у јужној Француској у региону Миди Пирене, у департману Горња Гарона која припада префектури Тулуз.
По подацима из 2011. године у општини је живело 735 становника, а густина насељености је износила 115,93 становника/km². Општина се простире на површини од 6,34 km². Налази се на средњој надморској висини од 280 метара (максималној 281 m, а минималној 186 m).

## Демографија
| 1962. | 1968. | 1975. | 1982. | 1990. | 1999. | 2011. |
| ----- | ----- | ----- | ----- | ----- | ----- | ----- |
| 121   | 140   | 207   | 335   | 412   | 448   | 735   |

График промене броја становника у току последњих година